# Ordem e Progresso

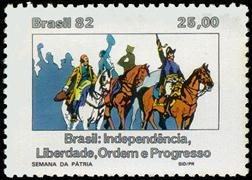
A legenda em selo postal brasileiro de 1981 com adição das palavras: independência, liberdade

A expressão Ordem e Progresso é o lema político do positivismo, forma abreviada do lema positivista formulado pelo filósofo francês Auguste Comte:
"O Amor por princípio e a Ordem por base; o Progresso por fim" (em francês L'amour pour principe et l'ordre pour base; le progrès pour but.).

## Significado
Seu significado é:
- O Amor deve sempre ser o princípio de todas as ações individuais e coletivas.
- A Ordem consiste na conservação e manutenção de tudo o que é bom, belo e positivo.
- O progresso é a consequência do desenvolvimento e aperfeiçoamento da Ordem.

Assim sendo, do desenvolvimento da Ordem resulta o Progresso individual, moral e social.

## Origem
O lema político "Ordem e Progresso" origina-se da corrente filosófica positivista, criada por Auguste Comte e John Stuart Mill no século XIX (por meio da obra "Sistema de Política Positiva" (1851-1854), institui a Religião da Humanidade) surgida a partir da divisa comteana O Amor por princípio e a Ordem por base; o Progresso por meta, representando as aspirações a uma sociedade justa, fraterna e progressista.
A doutrina positivista preconiza realização dos ideais republicanos: a busca e a manutenção de condições sociais básicas (respeito aos seres humanos, salários dignos, etc.) e o melhoramento do país (em termos materiais, intelectuais, etc.).
O lema "Ordem e Progresso" encontra-se escrito na Bandeira Nacional do Brasil idealizada por Raimundo Teixeira Mendes e desenhada pelo artista Décio Villares, com a fundação da República brasileira por Benjamin Constant.